# Взморник морской
Взмо́рник морско́й (лат. Zostéra marína) — многолетнее морское травянистое растение; вид рода Взморник семейства Взморниковые. Растёт в прибрежных водах тёплых морей.

## Распространение и среда обитания
Взморник морской обитает в прибрежных водах морей Северного полушария, заселяет только прогреваемые илисто-песчаные литорали.

## Ботаническое описание
Имеет разветвлённую корневую систему, образует подводные луга, иногда с очень высоким травостоем — до 100 см.
Растения цветут и опыляются под водой, пыльцу переносят потоки воды.
Семена взморника морского созревают к осени.
Чтобы выжить в суровых условиях, не предназначенных для  жизни высших растений, — в солёной морской воде — растение приобрело ряд биохимических особенностей, которые обусловливают его приспособления к специфической среде обитания. В растении образуется особый пектин, аналогов которому нет в других растениях. Этот пектин получил название зостерин. Зостерин с химической точки зрения является полисахаридом пектиновой природы.

## Исследования
Наличие в Zostera marina пектина зостерин, не оставила равнодушными российских ученых. Впервые он был выделен в 1940 году русским ученым В.И.Мирошниковым, который назвал его зостерином. Свойства этого пектина казались совершенно невероятными, что дало начало обширным исследованиям в медицине и биологии.
Основным направлением исследований стало изучение сорбционных свойств пектинов из разных растительных источников, установление их структуры и связанной с ней силы сорбента. В 1998 году Ю.С.Оводов опубликовал научную статью, в которой были представлены работы ученых из США, Японии и других стран в этой области.
Заинтересовавшись уникальной природой пектина, Ю.С.Оводов и его сотрудники занялись серьезными исследованиями, результат которых показал, что эти пектины принадлежат к числу наиболее сложных по структуре объектов именно природного происхождения, а также эта уникальная особенность наделяет их высокой адсорбционной способностью. Во время проведения исследования, ученые также выявили особые сорбционные возможности зостерина, обусловленные его способностью выживать в морской воде. Благодаря этому, пектин под названием зостерин нашел обширное применение в медицине.

## Пектин Зостерин
Пектин из морского растения Zostera marina имеет особые отличительные черты, которые наделяют его свойством эффективного энтеросорбента.
В отличие от линейных биополимеров, к которым относятся пектины из привычных органических растений, таких как яблоки, свекла, апельсины, и т. д., имеющих слабую способность удерживать катионы тяжелых металлов и радионуклиды, макромолекула зостерина имеет совсем другой вид. Она представляет собой разветвленную пространственную структуру, похожую на пучок спутанных ниток, состоящий из ячеек различного размера между главными линейными цепями и их боковыми ответвлениями. Именно такое строение лежит в основе его высоких сорбционных качеств.
Зостерин имеет малую степень метоксилирования по кислотным группам галактуроновой кислоты по сравнению с другими растительными пектинами, а поэтому прочнее удерживает положительно заряженные инородные токсичные тела, присутствующие в крови. Среди моносахаридов зостерина, включенных в цепи полисахаридов, обнаружен в значительных количествах (40—50%) довольно редкий моносахарид под названием апиоза.При помощи апиозы пектин, попадая перорально в организм человека, наделяется устойчивым к воздействию ферментов в желудочно-кишечном тракте.

## Применение в медицине
Сорбенты из растительных пектинов активно использовали с незапамятных времен, правда не в медицинской области, а в пищевой промышленности. Сорбенты использовали для очистки продуктов переработки и как ингредиенты для готовых продуктов. Но с течением времени пришло осознание эффективности сорбентов с медицинской точки зрения.
Известно, что главными поставщиками растительных пектинов остаются овощи и фрукты. В процессе вегетации образуется макромолекула пектина, в которой линейная и разветвленные области связаны между собой еще и ковалентными связями, образующими пространственную решетку. Пространственная конфигурация для пектинов из растительных объектов имеет индивидуальный, присущий только этому пектину характер.
У пектина из Zostera marina присутствуют уникальные особенности, которые отличают его от гликанов наземных растений. Многочисленные исследования показали, что пектин зостерин имеет более сложную конструкцию, чем пектины наземных растений. Хотя он, как и другие пектины, имеет линейный остов из рамногалактурана, и разветвленную область, однако, последняя представляет собой значительно более сложную конфигурацию. К ней присоединен еще один «блок» — ксилогалактуронан (цепи, состоящие из колец галактуроновой кислоты и моносахара ксилозы). Ксилогалактураны были обнаружены ранее в пектинах некоторых наземных растений (например, в пыльце горной сосны). Однако в зостерине этот фрагмент имеет дополнительные разветвления, увеличивающие объем макромолекул.
В результате макромолекула зостерина обладает особой, сложной структурой, состоящей из нескольких блоков. Наряду с линейной областью галактуронана и рамногалактуронана, разветвленная область зостерина представлена ксилогалактуронапом, в котором боковые углеводные цепи построены из связанных остатков D-ксилопиранозы. Некоторые из этих цепей имеют точки разветвления, которыми являются остатки ксилозы. Это одна из самых важных особенностей пектина из Zostera marina, которая наделила его высокими сорбционными качествами.
Помимо этого, в пектине очень мало  метильных групп (не более 5% от общего числа гидроксильных остатков), которые в пектинах наземных растений составляют значительную часть карбоксилов. Степень метоксилирования зостерина не превышает 5%, в отличие от яблочного пектина, метоксилирование которого составляет 70-80%. Это приводит к тому, что зостерин связывает кислотными группами галактуроновых колец и водородными связями значительно больше катионов тяжелых металлов, радионуклидов и токсинов, несущих положительный заряд, в отличие от других пектинов.
Еще одна уникальная способность зостерина заключается в наличии в нем уникального моносахарида апиозы - одной из пентоз. В ней столько же атомов углерода, кислорода и водорода, как и в молекуле распространенного моносахарида рибозы: С5Н10О5. Обе пентозы есть в зостерине, причем в виде D-формы.
Апиозу называют «неправильным» моносахаридом, так как она считается редчайшим видом сахара. На данный момент, апиоза не обнаружена ни в одном пектине из наземных растений в том количестве, в котором она присутствует в зостерине.В зостерине апиоза присоединена к полисахаридным звеньям галактуроновой кислоты. После обработки пектиназой фрагмент был выделен и получил название — апиогалактуронан. В зостерине его обнаружено удивительно много — на апиогалактуронан приходится примерно четверть макромолекулы.
Апиогалактуронан оказался необычайно устойчивым к действию пепсина, а следовательно, обладает большей стабильностью в кишечном тракте, чем другие пектины. Благодаря этому, токсины, удерживаемые зостерином, легко проходят желудочно-кишечный тракт и покидают организм без особых проблем, естественным путём.
Эти уникальные особенности Zostera marina позволили ученым синтезировать лечебную пищевую добавку. Активность пектина зостерин используется в пищевой добавке, как иммуномодулятор, противоязвенное и антидотное средство.